# Монтанари (Казерта)
Монтанари је насеље у Италији у округу Казерта, региону Кампанија.
Према процени из 2011. у насељу је живело 147 становника. Насеље се налази на надморској висини од 119 м.